# Прісліх
Прісліх (нім. Prislich) — громада в Німеччині, розташована в землі Мекленбург-Передня Померанія. Входить до складу району Людвігслуст-Пархім. Складова частина об'єднання громад Грабов.
Площа — 29,14 км2. Населення становить 694 ос. (станом на 31 грудня 2020).